# 佐々木亮太
佐々木 亮太（ささき りょうた、1980年9月24日 - ）は、テレビ朝日のアナウンサー。

## 人物
立教高等学校（現・立教新座高等学校）卒業後、学習院大学経済学部に入学。卒業後の2004年にテレビ朝日入社。
以前、テレビ朝日のドラマでドクター役をしたこともある。同局のドラマ「刑事7人」では、鑑識役を演じた。
2005年1月から『サンデースクランブル』のリポーター、2006年4月から2007年4月5日まで夕方の『スーパーJチャンネル』木曜日のコーナー、「ナゼダス調査隊」の隊長を務めた。
朝のワイド番組『スーパーモーニング』でニューステンポアップのコーナーを担当し、「スパモニ機動中継隊」として、毎日現場から中継リポートを担当していた。
入社年度の夏には、高校野球の阪神甲子園球場からの中継（朝日放送〈現：朝日放送テレビ〉制作。アルプススタンドからのリポート）を、大会開催中の全日程に渡って担当していた。また、同年の12月24日に放送された『MUSIC STATION SPECIAL Super Live2004INSAITAMA SUPER AREA』ではライブ前の前説を担当した。
兄は東北放送（TBC）アナウンサーの佐々木淳吾で、朝のワイド番組『ウォッチン!みやぎ』月 - 金曜日のメインキャスターを務めており、亮太の『スーパーモーニング』担当当時は宮城県内で同じ時間帯に「兄弟対決」が実現していた。
夜景鑑賞士検定3級試験に合格。実家の近くに当時の東京ガスサッカー部クラブハウスがあったこともあり、東京ガス時代からの熱烈なFC東京のサポーターである。現在も味の素スタジアムに足繁く通っている。
『ワイド!スクランブル』→『大下容子ワイド!スクランブル』ではコーナーや第2部メインキャスターを担当していたが、2020年10月から小松靖の後任で同番組の男性メインキャスターに就任した。
母親の実家が銭湯を営んでいる。

## 出演番組
報道・情報ワイドショー番組
| 期間         | 期間         | 番組名                                          | 役職                                      | 備考                                                 |
| ------------ | ------------ | ----------------------------------------------- | ----------------------------------------- | ---------------------------------------------------- |
| 同局入社直後 | 同局入社直後 | ビートたけしのTVタックル                        | コーナー担当                              |                                                      |
| 2005年1月    | 2007年3月    | サンデースクランブル                            | レポーター                                |                                                      |
| 2005年7月    | 2006年3月    | 朝いち!!やじうま                                | キャスター兼『ANNニュース』担当キャスター | いずれも木・金曜日担当                               |
| 2006年4月    | 2007年3月    | スーパーJチャンネル                             | 平日特集『ナゼダス調査隊』レポーター      |                                                      |
| 2007年4月    | 2011年3月    | スーパーモーニング                              | コーナー担当                              |                                                      |
| 2011年4月    | 2011年9月    | サンデー・フロントライン                        | サブキャスター                            |                                                      |
| 2012年4月    | 2020年9月    | ワイド!スクランブル→大下容子ワイド!スクランブル | コーナー担当                              | 途中1年は、月・火曜日第2部でのメインキャスターも担当 |
| 2013年4月    | 2013年9月    | News Access（BS朝日）                           | 8時台担当キャスター                       |                                                      |
| 2014年10月   | 2015年3月    | Live Nippon（BS朝日）                           | MC                                        |                                                      |
| 2020年10月   | 現在         | 大下容子ワイド!スクランブル                     | メインキャスター                          |                                                      |

その他
- ミュージックステーションスーパーライブ
- ニチアサキッズタイム（ニチアサキッズタイム合体スペシャルとして2009年4月12日・10月4日放送）
- ももクロ式見学ガイド もも見!! - ナレーション（CSテレ朝チャンネル、2012年4月 - 2013年3月）

## 映画
- クレヨンしんちゃん 襲来!!宇宙人シリリ（2017年） - 宇宙人 役（声の出演）[9]
- クレヨンしんちゃん オラたちの恐竜日記（2024年） - キャスター 役（声の出演）

## 同期アナウンサー
- 上宮菜々子
- 堂真理子